# Indianapolis nemzetközi repülőtér
Az Indianapolis nemzetközi repülőtér (IATA: IND, ICAO: KIND) az Amerikai Egyesült Államok egyik nemzetközi repülőtere, amely Indianapolis közelében található. Éves utasforgalma 8 693 024 fő (2022).

## Futópályák
A repülőtér futópályái:
- 05L/23R (11 200 ft, 150 ft, beton)
- 05R/23L (10 000 ft, 150 ft, beton)
- 14/32 (7278 ft, 150 ft, aszfalt)

## Forgalom
Az utasforgalom az elmúlt években az alábbi módon változott:
| Utasok száma | 7 292 131 | 7 238 789 | 8 025 051 | 8 085 394 | 7 465 719 | 7 333 733 | 7 998 086 | 8 800 828 | 4 104 648 | 9 788 867 |
|              | 1998      | 2001      | 2004      | 2006      | 2009      | 2012      | 2015      | 2017      | 2020      | 2023      |